# Andreas Ravelli
Andreas Ravelli (ur. 13 sierpnia 1959 w Vimmerby) – szwedzki piłkarz występujący na pozycji obrońcy. Trener piłkarski. Brat bliźniak innego piłkarza, Thomasa Ravellego.

## Kariera klubowa
Ravelli karierę rozpoczynał w 1977 roku w zespole Östers IF. W tym samym roku zdobył z nim Puchar Szwecji. Następnie w latach 1978, 1980 oraz 1981 wywalczył z klubem mistrzostwo Szwecji. W 1982 roku, a także w 1985 roku wystąpił z nim także w finale Pucharu Szwecji. Graczem Östers był przez 11 sezonów.
W 1988 roku Ravelli odszedł do IFK Göteborg. W tym samym roku wywalczył z nim wicemistrzostwo Szwecji. W IFK występował przez dwa sezony. W sezonie 1990 reprezentował barwy drużyny Lenhovda IF. W 1991 roku wrócił do Östers IF. W 1991 roku dotarł z nim do finału Pucharu Szwecji, a w 1992 roku wywalczył wicemistrzostwo Szwecji. W 1993 roku odszedł do Hovmantorp. Następnie ponownie grał w Lenhovdzie, gdzie w 1996 roku zakończył karierę.

## Kariera reprezentacyjna
W reprezentacji Szwecji Ravelli zadebiutował 12 listopada 1980 roku w zremisowanym 0:0 meczu eliminacji Mistrzostw Świata 1982 z Izraelem. 15 maja 1983 roku w wygranym 5:0 pojedynku eliminacji Mistrzostw Europy 1984 z Cyprem strzelił pierwszego gola w kadrze. W latach 1980–1989 w drużynie narodowej rozegrał 41 spotkań i zdobył dwie bramki.